# دود عود
دود عود نام آلبومی است در دستگاه نوا با صدای محمدرضا شجریان، آهنگ‌سازی پرویز مشکاتیان، تنظیم کامبیز روشن‌روان و اجرای ارکستر سمفونیک تهران که در سال ۱۳۶۶ اجرا و سال ۱۳۶۸ منتشر شد.
اشعار این آلبوم از سروده‌های مولانا و عطار می‌باشند.

## شرح

### هنرمندان
- آواز: محمدرضا شجریان
- آهنگ‌ساز: پرویز مشکاتیان
- تنظیم: کامبیز روشن‌روان
- ویلن: منوچهر انصاری، رضا عالمی، همایون رحیمیان، ارسلان کامکار، رئیس فرشید
- ویلن آلتو: نوروز یزدانی، سیاوش ظهیرالدینی، بهروز کافی، بهزاد بیرقی
- ویلنسل: محسن تویسرکانی، کریم قربانی، عباس ظهیرالدینی
- کنترباس: نادر مرتضی پور، علیرضا خورشیدفر
- کمانچه: اردشیر کامکار
- نی: جمشید عندلیبی
- سنتور: بهنام مناهجی
- تیمپانی: ارژنگ کامکار
- دف: بیژن کامکار
- مثلث: ارژنگ کامکار
- تنبک: ارژنگ کامکار

تذکر: همنوازان آواز: علی اصغر بهاری و داریوش طلایی بودند.
تار:

## شعر

### آواز یکم: عقل کجا پی برد شیوهٔ سودای عشق
(درآمد اول نوا)

عقل کجا پی برد شیوه سودای عشق
بازنیابی به عقل، سر معـمای عشق
(درآمد دوم نوا)

عقل تو چون قطره‌ای ست مانده ز دریا جدا
چند کند قطره‌ای، فهـم ز دریای عشق
(گردانیه)

گر ز خود و هر دو کون، پاک تبرا شوی
راست بود آن زمان از تو تولای عشق
(جمله اول بیات راجع)

جان چو قدم در نهاد تا که همی چشم زد
از بن و بیخش بکند قوت و غوغای عشق
(جمله دوم راجع و فرود به نوا)

دوش درآمد به جان دمدمهٔ عشق او
گفت اگر فانی ای، هست تو را جای عشق
(عراق)

عشق چو کار دل است دیده دل باز کن
جان عزیزان نگر مست تماشای عشق
(عراق نهیب برگشت به نوا)

چون اثر او نماند محو شد اجزای او
جای دل و جان گرفت جمله اجزای عشق
(نیشابورک)

هست در این بادیه جمله جان‌ها چو ابر

(رهاب فرود)

قطره باران او درد و دریغای عشـق

#### مشخصات عروضی
- وزن: مفتعلن فاعلن مفتعلن فاعلن
- بحر: منسرح مثمن مطوی مکشوف

### آواز دوم: آتش عشق تو در جان خوشتر است
آواز نوا، شعر از عطار.
(نهفت)

آتش عشق تو در جان خوشتر است
جان ز عشقت آتش افشان خوشتر است
(نهفت)

هر که خورد از جام عشقت قطره‌ای
تا قیامت مست و حیران خوشتر است
(نهفت)

آتش عشق تو در جان خوشتر است
جان ز عشقت آتش افشان خوشتر است
(نهفت)

هر که خورد از جام عشقت قطره‌ای
تا قیامت مست و حیران خوشتر است
تا قیامت مست و حیران خوشتر است
(نهفت)

تا تو پیدا آمدی پنهان شدم

تا تو پیدا آمدی پنهان شدم
زانکه با معشوق پنهان خوشتر است
زانکه با معشوق پنهان خوشتر است
(نهفت)

درد عشق تو که جان می‌سوزدم
گر همه زهر است از جان خوشتر است
(نهفت)

درد بر من ریز و درمانم مکن
زانکه درد تو ز درمان خوشتر است
(نهفت)

می‌نسازی تا نمی‌سوزی مرا
سوختن در عشق تو زان خوشتر است
(نهفت)

چون وصالت هیچ‌کس را روی نیست
روی در دیوار هجران خوشتر است
(گردانیه)

خشکسال وصل تو بینم مدام
لاجرم در دیده طوفان خوشتر است
لاجرم در دیده طوفان خوشتر است
لاجرم در دیده طوفان خوشتر است
(رهاب + فرود)

همچو شمعی در فراقت هر شبی
تا سحر عطار گریان خوشتر است
تا سحر عطار گریان خوشتر است

#### مشخصات عروضی
- وزن: فاعلاتن فاعلاتن فاعلن
- بحر: رمل مسدس محذوف

### آواز سوم: در عشق تو عقل سرنگون گشت
(مثنوی نوا-شاه ختایی)

در عشق تو عقل سرنگون گشت
جان نیز خلاصهٔ جنون گشت
(مثنوی نوا-شاه ختایی)

خود حال دلم چگونه گویم
که آن کار به جان رسیده چون گشت
(مثنوی نوا-شاه ختایی)

بر خاک درت به زاری زار
از بس که به خون بگشت خون گشت
(مثنوی نوا-شاه ختایی)

خون دل ماست یا دل ماست
خونی که ز دیده‌ها برون گشت
(مثنوی نوا-شاه ختایی)

درمان چه طلب کنم که عشقت
ما را سوی درد رهنمون گشت
(مثنوی نوا-شاه ختایی)

تا دور شدم من از در تو
از ناله دلم چو ارغنون گشت
(مثنوی نوا-شاه ختایی)

تا قوت عشق تو بدیدم
سرگشتگی‌ام بسی فزون گشت

#### مشخصات عروضی
- وزن: مفعول مفاعلن فعولن
- بحر: هزج مسدس اخرب مقبوض محذوف

### تصنیف دود عود
(درآمد نوا)

ای یوسف خوشنام ما، خوش می‌روی بر بام ما
ای درشکسته جام ما، ای بردریده دام ما
(گردانیه)

ای نور ما ای سور ما، ای دولت منصور ما
جوشی بنه در شور ما، تا مِی‌ شود انگور ما
(نهفت)

ای دلبر و مقصود ما، ای قبله و معبود ما
آتش زدی در عود ما، نظّاره کن در دود ما
(نهفت)

ای یار ما عیار ما، دام دل خمّار ما
پا وامکش از کار ما، بستان گرو دستار ما
(نهفت-اکتاو پایین)

ای یار ما عیار ما، دام دل خمّار ما
پا وامکش از کار ما، بستان گرو دستار ما
(فرود نوا)

در گل بمانده پای دل، جان می‌دهم؛ چه جای دل؟
وز آتش سودای دل، ای وایِ دل، ای وایِ ما

#### مشخصات عروضی
- وزن: مستفعلن مستفعلن مستفعلن مستفعلن (رجز مثمن سالم)

## یادداشت
1. ↑  می توان نام «آواز مثنوی نهفت» نیز به آن داد.